# Каке (Аляска)
Каке (англ. Kake) — місто (англ. city) в США, в окрузі Принс-оф-Вейлс-Гайдер штату Аляска. Населення — 543 особи (2020).

## Географія
Каке розташований за координатами 56°58′40″ пн. ш. 133°54′16″ зх. д. / 56.97778° пн. ш. 133.90444° зх. д. (56.977698, -133.904393).  За даними Бюро перепису населення США в 2010 році місто мало площу 38,78 км², з яких 23,21 км² — суходіл та 15,56 км² — водойми. В 2017 році площа становила 34,98 км², з яких 19,87 км² — суходіл та 15,11 км² — водойми.

## Демографія
Згідно з переписом 2010 року, у місті мешкало 557 осіб у 213 домогосподарствах у складі 151 родини. Густота населення становила 14 осіб/км².  Було 290 помешкань (7/км²).
Расовий склад населення:
| - 69,1 % — корінних американців - 17,1 % — білих - 0,2 % — вихідців з тихоокеанських островів - 0,2 % — чорних або афроамериканців - 1,3 % — осіб інших рас |

До двох чи більше рас належало 12,2 %. Частка іспаномовних становила 1,8 % від усіх жителів.
За віковим діапазоном населення розподілялося таким чином: 23,5 % — особи молодші 18 років, 65,2 % — особи у віці 18—64 років, 11,3 % — особи у віці 65 років та старші. Медіана віку мешканця становила 41,6 року. На 100 осіб жіночої статі у місті припадало 118,4 чоловіків;  на 100 жінок у віці від 18 років та старших — 121,9 чоловіків також старших 18 років.
Середній дохід на одне домашнє господарство  становив 52 678 доларів США (медіана — 40 417), а середній дохід на одну сім'ю — 59 159 доларів (медіана — 47 917). Медіана доходів становила 39 688 доларів для чоловіків та 31 250 доларів для жінок. За межею бідності перебувало 21,8 % осіб, у тому числі 31,2 % дітей у віці до 18 років та 3,3 % осіб у віці 65 років та старших.
Цивільне працевлаштоване населення становило 211 осіб. Основні галузі зайнятості: освіта, охорона здоров'я та соціальна допомога — 27,0 %, публічна адміністрація — 16,1 %, транспорт — 10,0 %, роздрібна торгівля — 9,5 %.